# Diana (cráter)
Diana es un pequeño cráter volcánico situado en la región norte del Mare Tranquilitatis, en la cara visible de la Luna. En sus inmediaciones, además del cráter de impacto Lucian (al este) y el Mons Esam (al norte), se halla otro pequeño cráter volcánico: Grace (al este).
|  |

El cráter está ubicado en la parte superior de un domo formado por un volcán en escudo. Presenta una forma netamente ovalada, con su eje mayor orientado en sentido noreste.

## Designación
El nombre procede de una designación originalmente no oficial, contenida en la página 61A2/S1 de la serie de planos del Lunar Topophotomap de la NASA, que fue adoptada por la UAI en 1979.